# Tutepec
Tutepec är en ort i Mexiko.   Den ligger i kommunen Ayutla de los Libres och delstaten Guerrero, i den södra delen av landet, 280 km söder om huvudstaden Mexico City. Tutepec ligger 196 meter över havet och antalet invånare är 1 073.
Terrängen runt Tutepec är kuperad norrut, men söderut är den platt. Runt Tutepec är det ganska glesbefolkat, med 42 invånare per kvadratkilometer. Närmaste större samhälle är Ayutla de los Libres, 7,9 km nordost om Tutepec. Omgivningarna runt Tutepec är en mosaik av jordbruksmark och naturlig växtlighet.